# Rajd Hiszpanii 2005

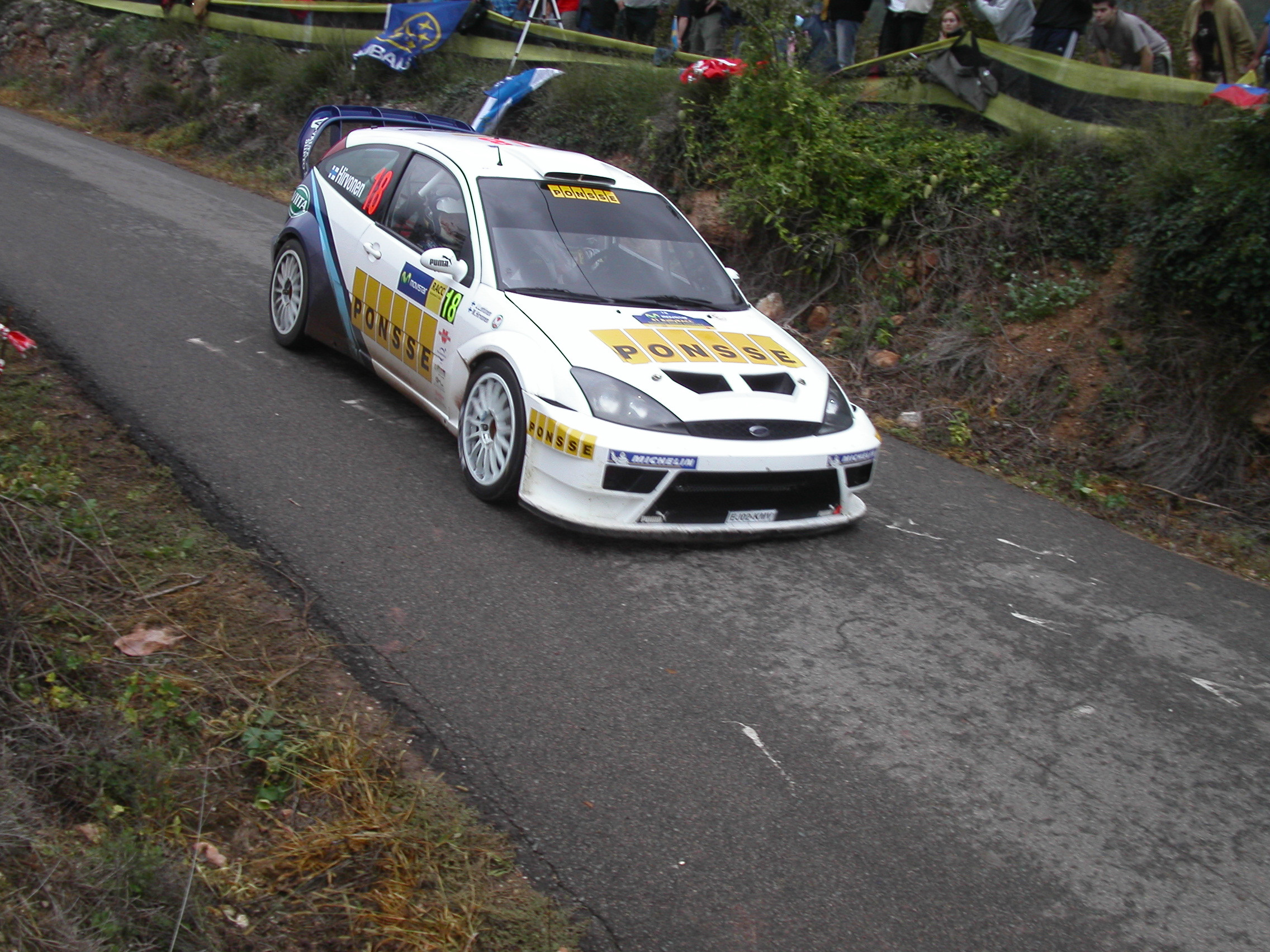
Mikko Hirvonen podczas rajdu

Rezultaty Rajdu Katalonii w 2005 roku, który odbył się w dniach 28 października – 30 października:

## Klasyfikacja końcowa
| lp.     | zawodnik          | pilot                | samochód                 | czas      | różnica  | grupa | pkt. |
| WRC     | WRC               | WRC                  | WRC                      | WRC       | WRC      | WRC   | WRC  |
| ------- | ----------------- | -------------------- | ------------------------ | --------- | -------- | ----- | ---- |
| 1.      | Sebastien Loeb    | Daniel Elena         | Citroën Xsara WRC        | 3:31:07,0 | 0,0      | A8 M  | 10   |
| 2.      | François Duval    | Sven Smeets          | Citroën Xsara WRC        | 3:32:28,9 | +1:21,9  | A8 M  | 8    |
| 3.      | Mikko Hirvonen    | Jarmo Lehtinen       | Ford Focus WRC 03        | 3:33:53,7 | +2:46,7  | A8    | 6    |
| 4.      | Xavier Pons       | Carlos Del Barrio    | Citroën Xsara WRC 04     | 3:33:54,9 | +2:47,9  | A8    | 5    |
| 5.      | Roman Kresta      | Jan Tomanek          | Ford Focus WRC 04        | 3:34:31,6 | +3:24,6  | A8 M  | 4    |
| 6.      | Nicholas Bernardi | Jean Marc Fortin     | Peugeot 307 WRC Evo2     | 3:35:16,4 | +4:09,4  | A8 M  | 3    |
| 7.      | Antony Warmbold   | Michael Orr          | Ford Focus RS WRC 04     | 3:36:07,3 | +5:00,3  | A8    | 2    |
| 8.      | Jan Kopecky       | Filip Schovánek      | Škoda Fabia WRC 05       | 3:36:29,3 | +5:22,3  | A8    | 1    |
|         |                   |                      |                          |           |          |       |      |
| 10.     | Harri Rovanperä   | Risto Pietiläinen    | Mitsubishi Lancer WRC 05 | 3:38:46.3 | +7:39.3  | A8 M  |      |
| 11.     | Armin Schwarz     | Klaus Wicha          | Škoda Fabia WRC          | 3:40:03.6 | +8:56.6  | A8 M  |      |
|         |                   |                      |                          |           |          |       |      |
| 13.     | Petter Solberg    | Phil Mills           | Subaru Impreza WRC '05   | 3:49:07.9 | +18:00.9 | A8 M  |      |
| 14.     | Toni Gardemeister | Jakke Honkanen       | Ford Focus RS WRC '04    | 3:50:09.0 | +19:02.0 | A8 M  |      |
| JWRC    |                   |                      |                          |           |          |       |      |
| 1.(12.) | Dani Sordo        | Marc Martí           | Citroën C2 S1600         | 3:48:27.7 | 0.0      | A6    | 10   |
| 2.(16.) | Kosti Katajamaki  | Timo Alanne          | Suzuki Ignis S1600       | 3:53:28.6 | +5:00.9  | A6    | 8    |
| 3.(17.) | Mirco Baldacci    | Giovanni Bernacchini | Fiat Punto S1600         | 3:53:50.4 | +5:22.7  | A6    | 6    |
| 4.(21.) | Urmo Aava         | Kulda Sikk           | Suzuki Ignis S1600       | 3:58:15.9 | +9:48.2  | A6    | 5    |
| 5.(22.) | Martin Prokop     | Petr Gross           | Suzuki Ignis S1600       | 3:59:05.9 | +10:38.2 | A6    | 4    |
| 6.(23.) | Pavel Valousek    | Petr Stary           | Suzuki Ignis S1600       | 4:02:07.8 | +13:40.1 | A6    | 3    |
| 7.(28.) | Kris Meeke        | Glenn Patterson      | Citroën C2 S1600         | 4:09:59.5 | +21:31.8 | A6    | 2    |
| 8.(39.) | Luca Cechettini   | Massimo Daddoveri    | Fiat Punto S1600         | 4:36:29.2 | +48:01.5 | A6    | 1    |

1. ↑  Litera M przy oznaczeniu grupy do której należy samochód oznacza, iż tylko ci kierowcy zdobywali punkty dla swoich zespołów liczonych w klasyfikacji producentów na koniec sezonu.

## Zwycięzcy odcinków specjalnych[3]
| Numer | Nazwa                   | Zwycięzca                 |
| ----- | ----------------------- | ------------------------- |
| OS1   | Querol 1                | S. LOEB / D. ELENA        |
| OS2   | El Montmell 1           | S. LOEB / D. ELENA        |
| OS3   | Vilaplana 1             | D. SOLA / X. AMIGO        |
| OS4   | Pratdip                 | S. LOEB / D. ELENA        |
| OS5   | Querol 2                | S. LOEB / D. ELENA        |
| OS6   | El Montmell 2           | S. LOEB / D. ELENA        |
| OS7   | El Lloar – La Figuera 1 | S. LOEB / D. ELENA        |
| OS8   | Capafonts 1             | G. GALLI / G. D'AMORE     |
| OS9   | Colldejou 1             | S. LOEB / D. ELENA        |
| OS10  | Riudecanyes 1           | S. LOEB / D. ELENA        |
| OS11  | El Lloar – La Figuera 2 | S. LOEB / D. ELENA        |
| OS12  | Capafonts 2             | M. HIRVONEN / J. LEHTINEN |
| OS13  | Colldejou 2             | S. LOEB / D. ELENA        |
| OS14  | Riudecanyes 2           | P. SOLBERG / P. MILLS     |
| OS15  | Vilaplana 2             | M. HIRVONEN / J. LEHTINEN |

## Klasyfikacja po 15 rundach
Tabele przedstawiają tylko pięć pierwszych miejsc.

### Kierowcy
| Lp. | Kierowca          | Pkt |
| --- | ----------------- | --- |
| 1   | Sébastien Loeb    | 127 |
| 2   | Petter Solberg    | 71  |
| 3   | Marcus Grönholm   | 71  |
| 4   | Toni Gardemeister | 58  |
| 5   | Markko Märtin     | 53  |

### Producenci
| Lp. | Producent                | Pkt |
| --- | ------------------------ | --- |
| 1   | Citroën Total            | 178 |
| 2   | Malboro Peugeot Total    | 135 |
| 3   | BP Ford World Rally Team | 100 |
| 4   | Subaru World Rally Team  | 91  |
| 5   | Mitsubishi Motors        | 63  |